# The Cloudmaker
The Cloudmaker (deutsch: „Der Wolkenmacher“) ist ein massiger Berg mit einer Höhe von 2680 m, der sich am Westrand des Beardmore-Gletschers auf halber Strecke zwischen Ross-Schelfeis und Polarplateau südlich des einmündenden Hewson-Gletschers im Transantarktischen Gebirge befindet. Besonders markant ist sein eisfreier, hoch aufragender und dem Beardmore-Gletscher zugewandter Gipfel. 
Entdeckt wurde er von Teilnehmern der Nimrod-Expedition (1907–1909) unter dem britischen Polarforscher Ernest Shackleton. Seinen Namen erhielt er aufgrund der häufigen Wolkenbildung am Gipfel, die den Berg zu einer besonders auffälligen Landmarke macht.